# Standard Bank Pro20 Series 2007/08
Die Standard Bank Pro20 Series 2007/08 war die fünfte Saison der südafrikanischen Twenty20-Meisterschaft im Cricket und wurde von 25. März bis 25. April 2008 ausgetragen. Dabei nahmen die sechs Franchises an dem Turnier teil, die auch im First-Class Cricket in Südafrika aktiv sind, sowie einer Vertretung Simbabwes. Sieger waren die Titans, die sich im Finale mit 18 Runs gegen die Dolphins durchsetzten.

## Format
Die sieben Mannschaften spielten in einer Gruppe gegen jedes andere Team jeweils einmal. Die ersten vier qualifizierten sich für die Halbfinale dessen Gewinner im Finale den Sieger des Wettbewerbes austrugen.

## Gruppenphase
Tabelle
Am Ende der Saison hatte die Tabelle die folgende gestalt.
| Teams          | Sp. | S | N | U | R | NR | A | BP | Ded | Punkte | NRR    |
| -------------- | --- | - | - | - | - | -- | - | -- | --- | ------ | ------ |
| Cape Cobras    | 6   | 5 | 0 | 0 | 0 | 0  | 1 | 2  | 0   | 24     | +1.381 |
| Dolphins       | 6   | 4 | 2 | 0 | 0 | 0  | 0 | 2  | 0   | 18     | +0.360 |
| Eagles         | 6   | 3 | 2 | 1 | 0 | 0  | 0 | 2  | 0   | 16     | +0.845 |
| Titans         | 6   | 3 | 3 | 0 | 0 | 0  | 0 | 2  | 0   | 14     | +0.112 |
| Highveld Lions | 6   | 1 | 3 | 1 | 0 | 0  | 1 | 1  | 0   | 9      | +0.005 |
| Simbabwe       | 6   | 2 | 4 | 0 | 0 | 0  | 0 | 0  | 0   | 8      | −1.849 |
| Warriors       | 6   | 1 | 5 | 0 | 0 | 0  | 0 | 0  | 0   | 4      | −0.614 |

## Playoffs

### Halbfinale
| 18. April Scorecard | Durban | Eagles 114 (20)                | – | Dolphins 115-5 (18.3) |
|                     |        | Dolphins gewinnt mit 5 Wickets |   |                       |

| 20. April Scorecard | Kapstadt | Titans 158-7 (20)         | – | Cape Cobras 152-6 (20) |
|                     |          | Titans gewinnt mit 6 Runs |   |                        |

### Finale
| 25. April Scorecard | Durban | Titans 153-6 (20)          | – | Dolphins 135 (19.1) |
|                     |        | Titans gewinnt mit 18 Runs |   |                     |